# Son Mesquida Nou
Son Mesquida Nou és una possessió del terme municipal d'Algaida, a Mallorca, que correspon a un desmembrament de la primitiva Son Mesquida Vell. Està situada prop de la carretera d'Algaida a Sant Joan, i confronta a tramuntana amb la possessió de Son Miquelet i altres establits de sa Vinya de Son Mesquida; a migjorn, amb l'esmentada carretera de Sant Joan, i a ponent, amb Son Mesquida Vell i altres establits de la vella possessió mare. Antigament, aquesta possessió fou coneguda també amb el nom de Formiguera. La família Mesquida de Formiguera, de la noblesa general del regne, fou propietària de les terres de Son Mesquida Vell des del segle xv fins a les acaballes del segle xviii, quan tingué lloc la segregació que originà Son Mesquida Nou. Etimològicament, el cognom Mesquida prové de l'àrab mäsgit, és a dir "mesquita", que és el lloc on practiquen els musulmans la seva religió.
Les 75 quarterades que resten a Son Mequida nou poden subdividir-se en 35 de conradís i la resta de garriga o pinar. Darrere els sestadors hi ha la tanca des Figueral, on encara queden unes 80 figueres, 25 albercoquers i uns 40 garrovers, i la tanca de sa Vinya, que fa anys que fou arrabassada.

## Construccions
Les cases de Son Mesquida Nou estan situades damunt un turó que domina una àmplia panoràmica de la contrada. Durant els anys 1953-54, varen sofrir una gran transformació que els en feu perdre el primitiu aspecte. Tant és així que només en queda el testimoni exterior, el portal forà de les cases, de mig punt, amb data gravada damunt la clau de 1771. La teulada a doble vessant fou canviada per un forjat pla amb terrasses a la planta superior, que envolta les dependències dels senyors, de nova construcció i amb accés independent. A la planta baixa, amb habitatge per als amos, també s'ampliaren les finestres del frontis principal, s'hi posaren persianes i es modificà la cuina, també s'hi construí una cambra de bany situada al fons de la portassa.
Vore les cases i a la part de mestral, hi ha els sestadors de les ovelles, que avui utilitzen com a soll de porcs. Unes altres solls estan situades a la part posterior de les cases, que només utilitzen els porcells acabats de néixer. A l'altre lateral de les cases i separades d'aquestes per una esplanada, hi ha el paller, de dos aiguavessos, amb arcades interiors que el parteixen per la meitat. Adossat al paller hi ha una dependència que crida l'atenció per la inusual grandària que assoleix tenint en compte el seu ús primitiu, que no és altre que un colomer.

## Restes arqueològiques
Dins les terres recentment establides que eren de l'hort de Son Mesquida, hi ha una cova prehistòrica situada al coster posterior del xalet nou. Un poc més amunt, just a la paret que confronta amb Son Miquelet, hi ha les restes d'un antic talaiot.